# Bataille de Buzenval (1870)
Pour les articles homonymes, voir Bataille de Buzenval.
Guerre franco-prussienne
Batailles
- Chronologie de la guerre franco-prussienne de 1870
- Sarrebruck (08-1870)
- Wissembourg (08-1870)
- Forbach-Spicheren (08-1870)
- Wœrth (08-1870)
- Bitche (08-1870)
- Phalsbourg (08-1870)
- Borny-Colombey (08-1870)
- Strasbourg (08-1870)
- Mars-la-Tour (08-1870)
- Toul (08-1870)
- Gravelotte (08-1870)
- Metz (08-1870)
- Nouart (08-1870)
- Beaumont (08-1870)
- Noisseville (08-1870)
- Sedan (08-1870)
- Montmédy (09-1870)
- Soissons (09-1870)
- Siège de Paris et chronologie du siège (09-1870)
- Nompatelize (10-1870)
- Bellevue (10-1870)
- Châtillon (10-1870
- Châteaudun (10-1870)
- Buzenval (10-1870)
- Bourget (10-1870)
- Dijon (10-1870)
- Belfort (11-1870)
- La Fère (11-1870)
- Langres (11-1870)
- Bouvet et Meteor (navale) (11-1870)
- Coulmiers (11-1870)
- Thionville (11-1870)
- Châtillon-sur-Seine (11-1870)
- Villers-Bretonneux (11-1870)
- Beaune-la-Rolande (11-1870)
- Champigny (11-1870)
- Orléans (12-1870)
- Loigny (12-1870)
- Châteauneuf (12-1870)
- Beaugency (12-1870)
- Longeau (12-1870)
- l’Hallue (12-1870)
- Siège de Péronne (1871)
- Bapaume (01-1871)
- Villersexel (01-1871)
- Le Mans (01-1871)
- Héricourt (01-1871)
- Saint-Quentin (01-1871)
- Buzenval (01-1871)

La première bataille de Buzenval  , également appelée bataille de La Malmaison, (commune de Rueil-Malmaison, Hauts-de-Seine) eut lieu le 21 octobre 1870, pendant la guerre franco-prussienne. Les troupes assiégées dans Paris sous les ordres du général Louis Trochu firent une sortie en direction de Versailles et des hauteurs avoisinantes.

## But
Sur ordre du gouverneur de Paris, une sortie doit être faite par le général Ducrot, dans la direction de Rueil.
Elle a pour objectif les conquêtes des hameaux de la Malmaison, la Jonchère et Buzenval, défendus par la 3e division du 5e corps prussien ainsi qu’une fraction du 4e corps et un régiment de la garde.

## Composition
Les troupes d'attaque françaises, fortes de 10 000 hommes, étaient formées en trois groupes plus les réserves :
- Le 1er groupe, commandé par le général Henri Berthaut fort de 3 400 hommes d'infanterie, 20 bouches à feu et 1 escadron de cavalerie devant opérer entre le chemin de fer de Saint-Germain et la partie supérieure du village de Rueil.
- Le 2e groupe, commandé par le général Noël fort de 1 350 hommes d'infanterie[4] et 10 bouches à feu, devant opérer sur la côte sud du parc de la Malmaison et dans le ravin qui descend de l'étang de Saint-Cucufa à Bougival.
- Le 3e groupe, commandé par le colonel Cholletou fort de 1 600 hommes d'infanterie, 18 bouches à feu et 1 escadron de cavalerie ; devant prendre position en avant de l'ancien moulin au-dessus de Rueil, et relier et soutenir la colonne de droite et la colonne de gauche.
- Deux fortes réserves étaient disposées,
  - l'une à gauche, sous les ordres du général Martenot, composée de 2 600 hommes d'infanterie et de 18 bouches à feu.
  - l'autre au centre commandée par le général François Paturel, composée de 2 000 hommes d'infanterie, de 28 bouches à feu et de 2 escadrons de cavalerie.

## La bataille
À 13h, l'artillerie française ouvrait son feu sur toute la ligne, le concentrant pendant trois quarts d'heure, sur Buzenval, la Malmaison, la Jonchère et Bougival. Pendant ce temps, les tirailleurs et les têtes de colonne françaises s'approchaient des objectifs à atteindre, c'est-à-dire :
- la Malmaison pour les colonnes Berthaut et Noël.
- Buzenval, pour la colonne Cholletou.

Après la canonnade, les troupes s'élancent sur les objectifs assignés et arrivent promptement au ravin qui descend de l'étang de Saint Cucufa au chemin de fer américain, en contournant la Malmaison.
La gauche du général Noël dépasse ce ravin et gravit les pentes qui montent à la Jonchère, mais elle est bientôt arrêtée sous un feu violent de mousqueterie partant des bois et des maisons, où l'ennemi était resté embusqué. En même temps, 4 compagnies de zouaves, sous les ordres du commandant Jacquot, se trouvaient acculées dans l'angle que forme le parc de la Malmaison au-dessous de la Jonchère, ont été finalement dégagées par l’intervention du bataillon des mobiles de Seine-et-Marne. Ce bataillon s'est porté résolument sur les pentes qui dominent Saint-Cucufa, sa droite appuyée au parc de la Malmaison, et a ouvert un feu très vif sur l'ennemi qui a été forcé de reculer, permettant ainsi aux 4 compagnies de zouaves d'entrer dans le parc.
En même temps, les francs-tireurs de la 2e division, commandés par le capitaine Faure-Biguet de la colonne Cholletou se précipitaient sur Buzenval, y entraient et se dirigeaient, sous le bois, vers le bord du ravin de Saint-Cucufa.
Vers 17h, la nuit arrivant et le feu ayant cessé partout, le général Ducrot prescrit aux troupes de rentrer dans leurs cantonnements.
Pendant l'opération principale, la colonne du général Martenot faisait une diversion sur la gauche. 

Un bataillon s'installait à la ferme de la Fouilleuse, et ses tirailleurs poussaient jusqu'aux crêtes, occupant même pendant un instant la redoute de Montretout et les hauteurs de Garches.

À droite, un  régiment de dragon, appuyé d'une batterie à cheval, se portait dans la direction de la Seine, entre Argenteuil et Bezons, et canonnait quelques postes ennemis.

### Combat de la porte de Longboyau
Durant cette sortie, les batteries du commandant Miribel et en particulier la batterie no 4 du capitaine Nismes, qui était installée près de la porte de Longboyau, a été surprise par des éléments prussiens. 

Cet incident fâcheux connu sous le nom de combat de la porte de Longboyau ou encore défense de la porte de Longboyau se résume en une vive fusillade, où Français et Prussiens se fusillent à bout portant à travers la grille de la porte. Dans ce combat, chez les Français, sont tués le capitaine commandant de la compagnie de soutien, 10 canonniers et 15 chevaux et dans un instant de désordre 2 pièces de 4 sont tombées entre les mains de l'ennemi.

## Bilan
Le général Ducrot transmet, dans son rapport au général Vinoy : « Le but a été atteint, c'est-à-dire que nous avons enlevé les premières positions de l'ennemi, que nous l'avons forcé à faire entrer en ligne des forces considérables, qui, exposées pendant presque toute l'action au feu de notre artillerie, ont dû éprouver de grandes pertes. »
Le point de vue des contemporains est nettement plus pessimiste : le succès obtenu ne permet pas de libérer la route de Versailles, faute de troupes suffisantes. L'état-major prussien, prêt à lever son quartier général, n'eut finalement pas à se retirer. Selon le général Ambert, qui mésestime grandement Trochu, l'opération est même totalement contre-productive, puisqu'ayant montré aux Prussiens un point faible dans leur dispositif, et n'ayant pas pu le tenir, les Français permettent à l'armée prussienne de se renforcer à cet endroit.

## Pertes
État général des pertes françaises pour la journée du 21 octobre 1870
- Officiers : 2 tués, 15 blessés et 11 disparus.
- Troupes : 30 tués, 230 blessés et 153 disparus.
- Total général : 443.

Pertes prussiennes